# La Roche-Chalais
La Roche-Chalais là một xã của Pháp, nằm ở tỉnh Dordogne trong vùng Aquitaine của Pháp.

## Thông tin nhân khẩu
| Năm    | 1962  | 1968  | 1975  | 1982  | 1990  | 1999  | 2004  |
| ------ | ----- | ----- | ----- | ----- | ----- | ----- | ----- |
| Dân số | 2 617 | 2 759 | 2 997 | 2 951 | 2 860 | 2 801 | 2 782 |